# Lamprosema olivia
Lamprosema olivia là một loài bướm đêm trong họ Crambidae.